# Hallam FC
Hallam FC (celým názvem: Hallam Football Club) je anglický fotbalový klub, který sídlí ve městě Sheffield v nemetropolitním hrabství South Yorkshire. Založen byl v roce 1860 a stal se tak druhým fotbalovým klubem v historii. Ve stejném roce odehrál proti Sheffieldu FC vůbec první klubový zápas v historii, dodnes jsou zápasy mezi těmito dvěma celky nazývány jako The Rules derby. Od sezóny 2011/12 působí v Northern Counties East League Division One (10. nejvyšší soutěž). Klubové barvy jsou modrá a bílá.
Své domácí zápasy odehrává na stadionu Sandygate Road, který je dle Guinnessovy knihy rekordů považován za nejstarší dosud existující fotbalové hřiště na světě.

## Historické názvy
Zdroj: 
- 1860 – Hallam FC (Hallam Football Club)
- 1886 – zánik
- 1887 – obnovena činnost pod názvem Hallam FC (Hallam Football Club)

## Získané trofeje
- Sheffield & Hallamshire Senior Cup ( 4× )
  - 1950/51, 1961/62, 1964/65, 1967/68

## Úspěchy v domácích pohárech
Zdroj: 
- FA Cup
  - 3. předkolo: 1957/58
- FA Amateur Cup
  - Čtvrtfinále: 1924/25
- FA Trophy
  - Preliminary Round: 1974/75
- FA Vase
  - 5. kolo: 1980/81

## Umístění v jednotlivých sezonách
Stručný přehled
Zdroj: 
- 1952–1957: Yorkshire Football League (Division Two)
- 1957–1960: Yorkshire Football League (Division One)
- 1960–1961: Yorkshire Football League (Division Two)
- 1961–1982: Yorkshire Football League (Division One)
- 1982–1985: Northern Counties East League (Division One South)
- 1985–1986: Northern Counties East League (Division Two)
- 1986–1987: Northern Counties East League (Division One)
- 1987–1990: Northern Counties East League (Premier Division)
- 1990–1994: Northern Counties East League (Division One)
- 1994–2011: Northern Counties East League (Premier Division)
- 2011– : Northern Counties East League (Division One)

Jednotlivé ročníky
Zdroj: 
Legenda: Z - zápasy, V - výhry, R - remízy, P - porážky, VG - vstřelené góly, OG - obdržené góly, +/- - rozdíl skóre, B - body, červené podbarvení - sestup, zelené podbarvení - postup, fialové podbarvení - reorganizace, změna skupiny či soutěže
| Sezóny  | Liga                                             | Úroveň | Z  | V  | R  | P  | VG  | OG | +/- | B  | Pozice |
| ------- | ------------------------------------------------ | ------ | -- | -- | -- | -- | --- | -- | --- | -- | ------ |
| 2009/10 | Northern Counties East League (Premier Division) | 9      | 38 | 12 | 6  | 20 | 82  | 93 | -11 | 42 | 15.    |
| 2010/11 | Northern Counties East League (Premier Division) | 9      | 38 | 7  | 6  | 25 | 48  | 96 | -48 | 27 | 19.    |
| 2011/12 | Northern Counties East League (Division One)     | 10     | 38 | 15 | 6  | 17 | 66  | 74 | -8  | 51 | 14.    |
| 2012/13 | Northern Counties East League (Division One)     | 10     | 42 | 15 | 11 | 16 | 76  | 72 | +4  | 56 | 12.    |
| 2013/14 | Northern Counties East League (Division One)     | 10     | 42 | 6  | 11 | 25 | 58  | 99 | -41 | 29 | 20.    |
| 2014/15 | Northern Counties East League (Division One)     | 10     | 42 | 16 | 4  | 22 | 81  | 88 | -7  | 52 | 14.    |
| 2015/16 | Northern Counties East League (Division One)     | 10     | 40 | 20 | 12 | 8  | 87  | 43 | +44 | 72 | 6.     |
| 2016/17 | Northern Counties East League (Division One)     | 10     | 42 | 25 | 7  | 10 | 107 | 48 | +59 | 82 | 5.     |
| 2017/18 | Northern Counties East League (Division One)     | 10     | 42 | 21 | 10 | 11 | 100 | 58 | +42 | 73 | 8.     |
| 2018/19 | Northern Counties East League (Division One)     | 10     | 42 |    |    |    |     |    |     |    |        |